# Fransk Wikipedia
Fransk Wikipedia (fransk: Wikipédia en français,  dansk: den fransksprogede Wikipedia) er den fransksprogede  version af det verdensomspændende encyklopædi-projekt Wikipedia. Den fransksprogede Wikipedia lanceredes i 11. maj 2001,
og nåede 1 mio artikler i september 2010, hvilket gjorde den til den tredjestørste Wikipedia efter den engelske og den tyske. Den fransksprogede Wikipedia er den største Wikipedia på romanske sprog. I november 2016 er den fransksprogede Wikipedia den sjettestørste udgave af Wikipedia.
Pr. fredag den 15. august 2025 har den fransksprogede Wikipedia 2.702.519 artikler, 38.483 aktive bidragydere og 142 administratorer.